# Giovanni Ludovico Luchi
Giovanni Ludovico Luchi (Brescia, 20 marzo 1702 – 1788) è stato un religioso, storico e paleografo italiano.

## Biografia
Zio del cardinale Michelangelo e fratello di Bonaventura, nacque a Brescia, da Barbara Alessandri e da Faustino, appartenente a una famiglia locale della piccola nobiltà che vantava di discendere dai conti di Windegg. Battezzato nella chiesa di Sant'Agata di Brescia con il nome di Giacinto Giuseppe, a sedici anni entrò nei benedettini nella Congregazione Cassinese. A Padova intraprese studi di teologia e filosofia. Fu abate di San Faustino maggiore. Raffinato bibliofilo, è autore di un Monumenta monasterii Leonensis, pubblicata a Roma nel 1759.

## Opere
- Monumenta monasterii Leonensis, typis, et sumptibus Octavii Puccinelli ex typographia S. Michaelis ad ripam, Roma 1759